# شهرستان خوموتوفسکی
شهرستان خوموتوفسکی (به لاتین: Khomutovsky District) یک شهرستان در روسیه است که در استان کورسک واقع شده‌است.